# Leptobunus pavulus
Leptobunus pavulus is een hooiwagen uit de familie echte hooiwagens (Phalangiidae).